# C. Pope Caldwell
Charles Pope Caldwell, född 18 juni 1875 i Bastrop County i Texas, död 31 juli 1940 i Queens i New York, var en amerikansk politiker (demokrat). Han var ledamot av USA:s representanthus 1915–1921.
Caldwell gifte sig 1907 med Frances Morrison.